# Мирской переулок
Мирско́й переу́лок — переулок, расположенный в Северном административном округе города Москвы на территории района Аэропорт и Савёловского района.

## История
Переулок получил своё название в конце XIX века, происхождение названия неизвестно. Возможно, Мирской переулок и расположенный рядом Мирской проезд названы как  противопоставление располагавшимся рядом 1-й Церковной улице, 2-й Церковной улице и Церковному переулку.

## Расположение
Мирской переулок проходит от Петровско-Разумовского проезда на юго-запад, с северо-запада к нему примыкает улица Юннатов, далее Мирской переулок пересекает Мишину улицу и улицу Верхняя Масловка и проходит до Петровско-Разумовской аллеи. Нумерация домов начинается от Петровско-Разумовского проезда.

## Примечательные здания и сооружения
По нечётной стороне:
По чётной стороне:

## Транспорт

### Автобус
По Мирскому переулку проходят автобусы 22, 22к, 319, 727, т42.

### Метро
- Станция метро «Динамо» Замоскворецкой линии — юго-западнее переулка, на Ленинградском проспекте
- Станция метро «Петровский парк» Большой кольцевой линии — юго-западнее переулка, на пересечении Ленинградского проспекта и Театральной аллеи